# Циклы Китчина
Циклы Китчина — краткосрочные экономические циклы с характерным периодом 3-4 года, открытые в 1920-е годы английским экономистом Джозефом Китчином. Сам Джозеф объяснял существование краткосрочных циклов колебаниями мировых запасов золота, однако в наше время такое объяснение не может считаться удовлетворительным. В современной экономической теории механизм генерирования этих циклов обычно связывают с запаздываниями по времени (временными лагами) в движении информации, влияющими на принятие решений коммерческими фирмами.
На улучшение конъюнктуры фирмы реагируют полной загрузкой мощностей, рынок наводняется товарами, через какое-то время на складах образуются чрезмерные запасы товаров, после чего принимается решение о снижении загрузки мощностей, но с определенным запаздыванием, так как информация о превышении предложения над спросом сама обычно поступает с определенным запаздыванием, кроме того требуется время на то, чтобы эту информацию проверить; определенное время требуется и на то, чтобы принять и утвердить само решение. Кроме того наблюдается определенное запаздывание между принятием решения и актуальным уменьшением загрузки мощностей (на проведение решения в жизнь тоже требуется время). Наконец, ещё один временной лаг существует между моментом начала снижения уровня загрузки производственных мощностей и актуальным рассасыванием избыточных запасов товаров на складах. В отличие от циклов Китчина в рамках циклов Жюгляра мы наблюдаем колебания не просто в уровне загрузки существующих производственных мощностей (и, соответственно, в объеме товарных запасов), но и колебания в объемах инвестиций в основной капитал.
Например,  объемы добычи нефти на сланцевых формациях в США существенно зависят от динамики цены нефти марки WTI. Примерно через полгода после изменения цены меняется буровая активность (инвестиции в основной капитал), а вместе с ней и объемы добычи. Эти изменения и их ожидания столь значительны, что сами влияют на цену нефти и значит на объемы добычи в будущем.
Эти закономерности на математическом языке описываются дифференциальным уравнением добычи со смещенным аргументом.
Типичным примером цикла Китчина является краткосрочный экономический подъём между не менее краткосрочными спадами Финансово-экономическим кризисом в России (2008—2010) и Валютным кризисом в России (2014—2015) в совокупности укладывающиеся в периодичность циклов Жюгляра и являющиеся его подфазой. Определяющиеся как мало значительные, на фоне циклов Кузнеца и совсем не значительные на фоне циклов Кондратьева.